# Floridastruikgaai
De struikgaai (Aphelocoma coerulescens) is een zangvogel uit de familie van de kraaiachtigen (Corvidae) die in de Noord-Amerikaanse staat Florida leeft. Het is tevens de enige endemische vogelsoort van Florida. Daarom is hij erg populair bij vogelspotters, die van overal in Amerika naar Florida reizen om hem te kunnen zien. De struikgaai is ongeveer 28 cm lang en weegt 75 tot 85 gram. Hij heeft een zwarte bek, een blauwachtig hoofd (voorhoofd is witachtig) en blauwe vleugels. Zijn rug is grijs en zijn poten zijn zwart. De struikgaai heeft ook een lange, blauwe staart.
Het is een nieuwsgierige en relatief intelligente vogelsoort en zijn opmerkelijkste eigenschap is dat hij in het geheel niet mensenschuw is. De vogels nemen gewillig voedsel uit menselijke hand. Dit gedrag is echter ook meteen een bedreiging voor het algemeen welzijn van de soort. Struikgaaien die regelmatig door mensen gevoed worden, zullen sneller in het jaar jongen krijgen dan diegenen die niet gevoed worden, en pas jongen krijgen in het late voorjaar wanneer er voldoende rupsen zijn. Op deze manier worden vogels sterk afhankelijk van deze mensen, en dreigen de jongen van de honger te sterven wanneer de mensen niet voldoende voedsel ter beschikking stellen. Regelmatig gevoederde vogels verliezen op termijn namelijk ook het instinct om zelf actief naar voedsel te zoeken. Een andere bedreiging voor deze vogels, tevens door mensen veroorzaakt, is het drukke verkeer in Florida. Omdat de vogels plaatsen opzoeken waar veel mensen aanwezig zijn, komen ze regelmatig op drukke verkeerswegen terecht. Velen sterven hierdoor onder wagens.

## Ecologie
De struikgaai komt enkel voor in Florida, een staat die gekenmerkt wordt door regelmatige droogteperiodes, voedingsarme bodems, frequente bosbranden en een complex weersysteem (met jaarlijks orkaanseizoen). Struikgaaien zijn mede hierdoor echte opportunisten en eten dus vrijwel alles, van eikels, zaden en pinda’s tot insecten, kikkers, schildpadden, slangen, hagedissen en muizen. Daarnaast zijn het ook eierdieven. In de herfst begraven ze massaal eikels op verschillende plaatsen in de bodem, die ze dan in de winter en het voorjaar consumeren. Eikels die niet teruggevonden worden, kunnen ontkiemen en zich op termijn tot nieuwe bomen ontwikkelen. Op die manier draagt deze vogel een cruciaal steentje bij in het diversificatieproces van het Floridaanse landschap.
Wanneer jonge struikgaaien het nest verlaten, blijven ze nog enkele jaren in de buurt van de ouders vertoeven. Op deze manier ontstaan er familiegroepen, die soms tot acht leden kunnen bevatten. De oudere vogels zullen in deze jaren nog steeds in bepaalde mate hun jongen beschermen, onder meer tegen roofdieren en naburige struikgaaifamilies. Na twee tot drie jaar verlaten de jonge dieren deze groep om hun eigen familiegroep te gaan stichten. Het broedseizoen loopt van maart tot juni. De vogels leggen drie tot vier eieren die na ongeveer 18 dagen uitkomen. Juvenielen hebben een ander verenkleed dan de ouderdieren, ze zijn namelijk eerder bruinachtig van kleur en niet blauw.

## Status
De grootte van de populatie is in 2019 geschat op 2500-10.000 volwassen vogels. De populatie is klein en versnipperd en neemt af door habitatverlies. Op de Rode lijst van de IUCN heeft deze soort daarom de status kwetsbaar.